# Шепетівський ремонтний завод
Шепетівський ремонтний завод — державне підприємство оборонно-промислового комплексу України, основним напрямком діяльності якого є ремонт систем реактивно-артилерійського озброєння.
Входить до переліку підприємств, які мають стратегічне значення для економіки й безпеки України.

## Історія
Підприємство було засноване в червні 1941 року.
Після відновлення незалежності України, 369-й центральний ремонтний завод озброєння міністерства оборони СРСР був перепідпорядкований міністерству оборони України, після чого отримав нову назву: «Шепетівський ремонтний завод» (в/ч А-2394). В 1990-ті роки ситуація заводу ускладнилася, в зв'язку зі скороченням державного оборонного замовлення, виробничі потужності підприємства були частково перепрофільовані на виробництво продукції цивільного призначення.
У квітні 2003 року завод отримав право продажу на внутрішньому ринку країни надлишкового військового майна збройних сил України, приначеного до утилізації.
26 липня 2006 року Кабінет Міністрів України перетворив завод на державне комерційне підприємство.
Навесні 2009 року завод освоїв модернізацію БМ-21 «Град» до рівня «Бастіон-01» (в подальшому, завод освоїв модернізацію БМ-21 «Град» до рівня «Бастіон-02» й модернізацію установки 9К57 до рівня «Бастіон-03»).
Після створення в грудні 2010 року державного концерну «Укроборонпром» завод було включено до його складу.
В січні 2011 року завод передав до 27-го Сумського полку реактивної артилерії 8 відремонтованих установок РСЗВ «Ураган» й 7 відремонтованих транспортно-заряджаючих машин до них.
В 2013—2014 рр. завод в ініціативному порядку розробив й виготовив кілька зразків станків для кулеметів, й розпочав роботи зі створенн дослідного зразка спареної зенітної установки на базі тягача МТ-ЛБ.

### Російсько-українська війна
В січні 2014 року завод передав до 27-го Сумського полку реактивної артилерії дві відремонтовані транспортно-заряджаючі машини 9Т452.
С початку березня 2014 року завод було залучено до виконання державного оборонного замовлення, після початку бойових дій на сході України зі співробітників підприємства були сформовані шість виїзних ремонтних бригад, які розпочали ремонт озброєння та військової техніки збройних сил України.
як повідомив в інтерв'ю директор заводу Олег Туринський, до червня 2014 заводом було освоєно проведення капітального ремонту 126 зразків ракетно-артилерійського озброєння, з яких за 36 видами продукції «Шепетівський ремонтний завод» був монополістом.
В червні 2014 року завод розпочав роботи з капітального ремонту ракетно-артилерійського озброєння для збройних сил України (загальна сума коштів, виділених на початку червня 2014 року заводу міністерством оборони України на ремонт реактивних систем залпового вогню БМ-21 «Град», рухомих розвідувальних пунктів ПРП-4 й самохідних гармат 2С3 «Акація» склала 36,6 млн гривень).
З початку року до 17 липня 2014 завод відремонтував й відновив для збройних сил України 125 одиниць озброєння й розпочав ремонт ще 65 одиниць озброєння (загальна вартість виконаних заводом ремонтно-відновлювальних робіт склала 6 млн гривень).
В кінці жовтня — на початку листопада 2014 року від міністерства оборони України завод отримав ще 1,35 млн гривень на капітальний ремонт шести 122-мм гаубиць Д-30, п'ятнадцяти 120-мм полкових мінометів зразка 1938 року, чотирьох зенітних установок ЗУ-23-2 й шести пускових установок.
Крім того, в листопаді 2014 року завод розпочав ремонт декількох знятих зі зберігання 203-мм самохідних гармат 2С7 «Піон» (5 січня 2015 року дві гармати 2С7 були передані до військ).
В першій половині грудня 2014 року від міністерства оборони України заводу виділили ще 11,94 млн гривень на виконання ремонту 82-мм мінометів 2Б9, 120-мм мінометів 2Б11, 122-мм самохідних гаубиць 2С1 «Гвоздика», 152-мм самохідних гаубиць 2С3(М) «Акація», бойових машин БМ-21 «Град», машин командира батареї 1В14(М) й рухомих командних пунктів ПРП-4.
В березні 2015 року міністерство оборони України виділило заводу ще 71,77 млн гривень на виконання капітального ремонту самохідних гармат 2С7(М) «Піон», бойових машин реактивної артилерії 9П140 «Ураган», транспортно-заряджаючих машин 9Т452 і машин керування вогнем артилерії 1В12(М).
В 2015 році загальна вартість виготовленої заводом продукції й проведених робіт склала більше 248 млн гривень.
С початку бойових дій на сході України навесні 2014 року до 23 червня 2016 року завод відновив й відремонтував 926 одиниць ракетно-артилерійського озброєння (224 з яких були відновлені й оновлені в польових умовах силами виїзних бригад), а також виготовив й поставив до війська 500 комплектів запасних частин й комплектуючих.
4 липня 2017 року завод успішно завершив приймально-здавальні випробування чергової партії самохідних артилерійських установок 2С3 «Акація» та 2С1 «Гвоздика» перед передачею до Збройних Сил України. Для перевірки роботи всіх систем, самохідні артилерійські установки, у присутності представників замовника, успішно здійснили серію пострілів та марш-кидок на спеціальному полігоні у Хмельницькій області.
Завод завершив 2017 рік 100 % виконанням Державного оборонного замовлення, за яким українське військо отримало біля 150 одиниць артилерійського озброєння. Підприємство отримало прибуток у розмірі більш ніж 360 млн грн., а також сплатило до бюджетів всіх рівнів біля 65 млн грн. податків. При цьому у 2014 році ці показники були на рівні 99,7 млн грн. та 10,5 млн грн.
8 жовтня 2018 року з'явилися перші фото модернізованої 122-мм РСЗВ БМ-21У виробництва заводу, яку привезли на виставку «Зброя та безпека 2018».
Наприкінці жовтня 2018 року завод завершив ремонт чергової партії 220-мм реактивних систем залпового вогню «Ураган».
У 2018 році за власні обігові кошти завод відновив цех, збудований ще у 1939 р., який або підлягав ліквідації або потребував значної реконструкції. Новий виробничий майданчик дозволить збільшити об‘єми ремонту та модернізації артилерії для українського війська, а також розширити випуск нових бойових машин. Для зменшення виробничих витрат особливу увагу приділили системам енергозбереження: встановили нову економічну систему освітлення, провели утеплення, тощо.
Також завод працює і над розробкою та виготовленням нових артилерійських систем. Зокрема інженери заводу беруть участь у розробці високоточної «Вільхи», систем РСЗВ «Верба» та «Берест».
У грудні 2018 року було повідомлено про підготовку другого зразка «Вільхи».
На 2019 рік запланований початок серійного виробництва високоточних систем залпового вогню «Вільха» та систем «Верба».
У липні 2019 року успішно випробував дослідні зразки чотирьох направляючих труб артилерійської частини виробу 9К51 БМ-21 «Град». Відповідно, підприємство завершило повний цикл опанування та виготовлення усіх комплектуючих, що входять до складу артилерійської частини виробу БМ-21 «Град».
У листопаді 2020 року «Шепетівський ремонтний завод», відповідно до спільного рішення з Міноборони, провів випробування новітньої реактивної системи залпового вогню «Буревій». А в грудні 2021 отримав партію шасі для встановлення бойової частини цієї РСЗВ.

## Послуги
В 2008 році завод мав можливість:
- виготовляти:
  - ракети 5Я23, 20Д, 5В27;
  - макети бойових машин 2С1, 2С3М, БМ-21, 9П140[2]
- модернізувати:
  - автоматизовані системи керування 5К78, 5Д91,
  - радіолокаційні станції 5Н84А[2]
- здійснювати капітальний ремонт:
  - пускових установок ракетних комплексів 9П113,
  - пускових установок зенітних комплексів 2П24,
  - допоміжного оснащення зенітних ракетних комплексів (ґрунтових возів 2ТЗМ, транспортних машин 9Т222, 9Т227, 9Т229 й 9Т452, омивально-нейтралізаційні машини 8Т311, компресорні станції УКС-400);
  - радіолокаційної техніки (радіовисотометрів 1РЛ119, 1РЛ130 і їх модифікацій, переносних станцій наземної розвідки 1РЛ126, 1РЛ133);
  - засобів управління військами (машин 1В15, 1В16, 1В18, 1В19, 1В110 «Береза», 1В111);
  - реактивних систем залпового вогню БМ-21 «Град» й БМ-27 «Ураган»,
  - самохідних артилерійських установок (2С1 «Гвоздика», 2С3 «Акація», 2С5 «Гіацинт-С» і їх модифікацій);
  - буксованої артилерії (85-мм дивізійних гармат Д-44, 100-мм протитанкових гармат Т-12, 100-мм протитанкових гармат МТ-12, 122-мм гаубиць Д-30, 130-мм гармат М-46, 152-мм гармат, 152-мм гармат-гаубиць Д-20);
  - стрілецької зброї (автоматів Калашнікова, карабінів СКС, снайперських гвинтівок СВД, протитанкових гранатометів РПГ всіх модифікацій);
  - приладів спостереження (біноклів Б6, Б8, БИ8, Б12, Б15);
  - прицілів типу 1П3-3, МПМ-44, ОП-4М, ПАГ-17, ПГО-7В, ПСО-1, ПГ-1, ПГ-2, ПО-1М;
  - візорів ВОП й ВОП-7А;
  - бусолей ПАБ-2 і їх модифікацій;
  - дальномірів ДС-1М, ДС-09;
  - нічних прицілів АПН-5-40, АПН-6-40, НСП-2, НСП-3, НСП-4, ПП-1-1, ППН-3, 1ПН22М2, БПК-1-42, БПК-2-42;
  - квантових приладів 1Д5, 1Д8, 1Д11;
  - артилерійських гірокомпасів 1Г5, 1Г17, 1Г19, 1Г25;
  - танкових стабілізаторів СТП-1, 2Э15М, 2Э28М2, 2Э28(М), 2Э42;
  - топоприв'язників ГАЗ-66Т і УАЗ-452Т;
  - рухомих радіокомплексів ПРП-3;
  - агрегатів живлення типу АД-30-Т/230-400[2]
- надавати послуги військово-технічного призначення: здійснювати оцінку технічного стану озброєння та військової техніки; здійснювати ремонт, оновлення й технічне обслуговування озброєння та військової техніки; готувати спеціалістів з ремонту й технічного обслуговування озброєння та військової техніки[2]